# Подкова в геральдике
Подкова (фр. Fer à cheval) — символ удачи и счастья.
У разных европейских народов подкова — символ удачи. Бытовало поверие, что дьявол всегда ходит кругами, но дойдя до конца подковы (разорванного круга), он вынужден повернуть обратно. Подкову вешали не только над дверями или на дверях, но и везде, где злая сила могла попасть в дом (окна, камин, печь и т. д.).
Появление подковы на флаге и гербе английского графства Ратленд связано с древним обычаем, по которому представители высшей аристократии, впервые побывав в столице графства Океме, отдавали подкову хозяину замка.

## Примеры

Любич
Подкова
Прибытковы
Романовичи
Герб Ковеля
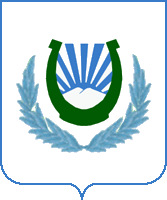
Герб Нальчика
Герб Кличева